# Epifanio Fernández Berridi
Epifanio Fernández Berridi, més conegut al món del futbol com Epi, (Sant Sebastià (País Basc), 23 d'abril de 1919 - Sant Sebastià, 12 de juny de 1977) fou un futbolista basc de la dècada de 1940.

## Trajectòria
Jugava d'extrem dret i la seua carrera esportiva va trancórrer entre el València CF i la Reial Societat.
Amb l'equip valencià va formar part de la davantera elèctrica. En Primera divisió va disputar 334 partits en 15 temporades i va marcar 124 gols. Disputà dos partits amistosos amb el FC Barcelona com a convidat el 1939.

## Internacional
Va ser internacional amb la selecció espanyola en 15 ocasions. Va debutar el 12 de gener de 1941 en un partit front a Portugal.

## Clubs
- València CF - 1940-1949 - Primera divisió - 198 partits i 73 gols
- Reial Societat - 1949 - 1955 - Primera divisió - 136 partits i 54 gols

## Palmarès
- 3 Lligues - València CF - 1941-1942, 1943-1944 i 1946-1947
- 2 Copes del Rei - València CF - 1941 i 1949